# Paracalicha divisaria
Paracalicha divisaria är en fjärilsart som beskrevs av Alfred Ernest Wileman 1911. Paracalicha divisaria ingår i släktet Paracalicha och familjen mätare. Inga underarter finns listade i Catalogue of Life.